# Hymenophyllum mentitum
Hymenophyllum mentitum là một loài dương xỉ trong họ Hymenophyllaceae. Loài này được Gand. mô tả khoa học đầu tiên năm 1913.
Danh pháp khoa học của loài này chưa được làm sáng tỏ. 